# NGC 246
NGC 246 ist die Bezeichnung für einen planetarischen Nebel im Sternbild Walfisch.

## Eigenschaften
NGC 246 ist ca. 2000 Lichtjahre entfernt und hat eine Winkelausdehnung von 4,0' × 3,5'. Die absolute Helligkeit liegt bei 11,78 mag, seine scheinbare Helligkeit bei 10,9 mag. Der Nebel wird durch einen in seinem Zentrum liegenden Stern im Endstadium seiner Entwicklung gebildet, der seine äußere Hülle abstößt. Der Zentralstern entwickelt sich dabei zu einem heißen Weißen Zwerg.
Der planetarische Nebel NGC 246 wurde am 27. November 1785 von dem deutsch-britischen Astronomen Friedrich Wilhelm Herschel entdeckt. Im englischen Sprachraum hat das Objekt wegen der groben Ähnlichkeit mit einem Schädel auch den Trivialnamen skull nebula.